# Price River (Green River)
Der Price River ist ein Fluss im US-Bundesstaat Utah. Der Fluss entspringt am Wasatch Plateau und fließt durch den Price Canyon entlang der Route 6, bis er nach 210 Kilometern in den Green River mündet. 
Der Scofield Dam wurde im Jahr 1946 an diesem Fluss erbaut und liegt in der Nähe von Price. Zurzeit gibt es Pläne, einen weiteren Staudamm am Fluss zu bauen.